# Port Mathurin
Port Mathurin este un oraș în statul Mauritius, localizat în partea de nord a insulei Rodrigues. Este reședința dependenței formată de această insulă.